# دومينيك ويلزي
دومينيك ويلزي (بالإنجليزية: Dominic Welsh)‏ هو رياضياتي بريطاني، ولد في 29 أغسطس 1938.